# 萧建生
萧建生（1955年—），土家族，湖南省凤凰县人，1972年开始从事编辑、记者工作，中央广播电视大学汉语言文学专业毕业，先后在凤凰县委宣传部、凤凰县广播站、湖南人民广播电台、湖南省委组织部工作过，现为《湖南日报》资深编辑，发表过《百万生灵大消亡》等新闻、文学和理论作品共300多万字，著有《民国总理熊希龄》、《血泪铸成的炒股原则》、《投机：巨富时代的动力》。
《中国文明的反思》一书在2007年1月曾在中国大陆出了删简版，但出版后立即被当局禁止发行。2009年10月于香港出版发行。